# Magdalene von Bayern

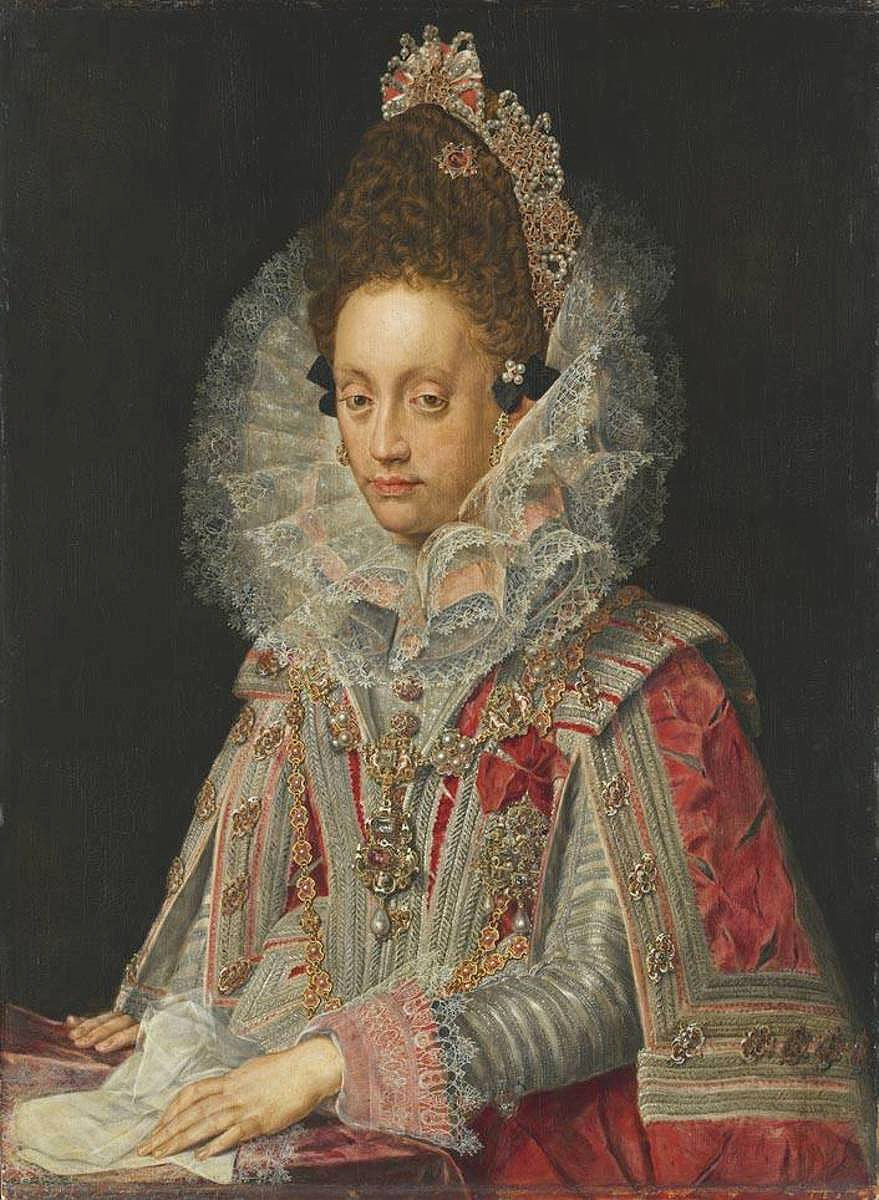
Magdalene von Bayern, Pfalzgräfin von Neuburg; Pieter de Witte, gen. Peter Candid, ca. 1613.

Magdalene von Bayern (* 4. Juli 1587 in München; † 25. September 1628 in Neuburg an der Donau) war eine deutsche Adlige. Sie war Prinzessin von Bayern und durch Heirat Pfalzgräfin von Neuburg und Herzogin von Jülich-Berg.

## Leben
Magdalene war das jüngste Kind des Herzogs Wilhelm V. von Bayern (1548–1626) aus dessen Ehe mit Renata (1544–1602), Tochter des Herzogs Franz I. von Lothringen.

### Habsburger Bewerber
Um die Hand der Prinzessin bewarb sich 1607 der 30 Jahre ältere Erzherzog Matthias. Initiator dieses Projekts war Matthias’ Berater Melchior Khlesl, der damit auf bayerische Unterstützung im Bruderzwist zwischen Matthias und Kaiser Rudolf II. setzte. Obwohl Magdalenes Vater dieser Verbindung geneigt war, lehnte Magdalenes Bruder Maximilian diesen Plan ab, da er nicht in innerösterreichische Probleme hinein gezogen werden wollte. Matthias verzichtete 1608 offiziell auf die bayerische Ehe, nachdem auch Kaiser Rudolf II. selbst und auch Erzherzog Leopold Interesse an Magdalene gezeigt hatten.
Im Mai 1609 besuchte Erzherzog Leopold München und erklärte sich bereit auf seine geistlichen Würden zu verzichten, um Magdalene heiraten zu können. Kaiser Rudolf hatte, zum Nachteil seines Bruders Matthias, Leopold die Nachfolge in Böhmen und Ungarn in Aussicht gestellt. Während dieses Besuchs entwickelte Magdalene Gefühle für Leopold und erklärte, dass sie „zu dem Mathias durchaus kain naigung oder affection nit habe“ und lieber ins Kloster ginge als Matthias zu heiraten. Unter Druck von Vater und Bruder ließ sich Magdalene aber schließlich 1613 zu einer Konvenienzehe drängen.

### Pfalzgräfin von Neuburg und Herzogin von Jülich-Berg

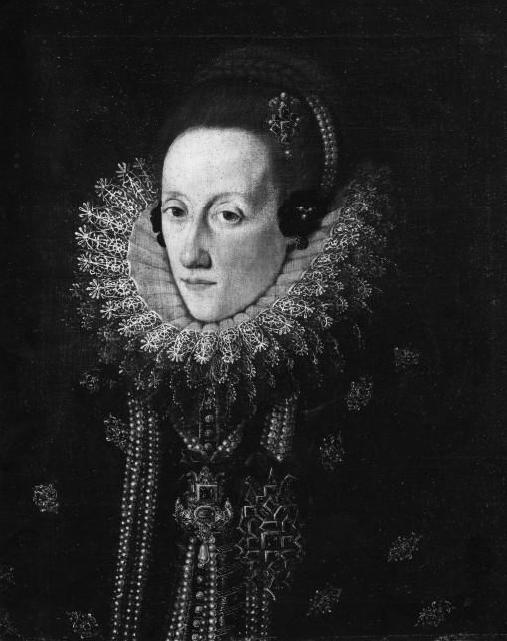
Porträt der Pfalzgräfin aus des 1620er Jahren, unbekannter Maler

Sie heiratete am 11. November 1613 in München den pfälzischen Erbprinzen Wolfgang Wilhelm von Neuburg (1578–1653). Magdalenes Bruder Maximilian war ein enger Freund des Bräutigams und in der bayerischen Herrscherfamilie erhoffte man sich durch die Ehe die Rückkehr Wolfgang Wilhelms zum katholischen Glauben. Da Wolfgang Wilhelm für die Durchsetzung seiner Erbansprüche im Herzogtum Jülich-Berg dringend auf Maximillians Unterstützung angewiesen war, konvertierte er tatsächlich wenige Tage vor der Trauung im Geheimen zum Katholizismus. Die Trauung vollzog der Fürstbischof von Eichstätt Johann Christoph von Westerstetten in der Frauenkirche und die anschließenden Vermählungsfeierlichkeiten wurden sehr aufwändig, unter Anwesenheit von 17 regierenden Fürsten, begangen. Drei Tage nach der Eheschließung verzichtete Magdalene für sich und alle ihre Nachkommen auf jegliche Erb- und Nachfolgeansprüche in Bayern. Als Heiratsgut erhielt Magdalene 50.000 Gulden und ihr Bruder gewährte ihr zusätzlich eine Aussteuer von 30.000 Gulden.
Das Paar wurde durch Pfalzgraf Philipp Ludwig als Statthalter von Jülich-Kleve-Berg in die „Niederlande“ geschickt, wo es mit dem Haus Brandenburg um das gemeinsame Erbe zu Streitigkeiten kam (Jülich-Klevischer Erbfolgestreit). Während eines Gottesdienstes wurde dabei auch einmal durch ein offenes Fenster auf Magdalene geschossen. Am 15. Mai 1614, nach der Übernahme der Pfalzgrafen- und Herzogswürde, trat Wolfgang Wilhelm, in der Düsseldorfer Hauptkirche St. Lambertus auch offiziell zum katholischen Glauben über, was große Bestürzung bei seinen Eltern und Brüdern in Neuburg hervorrief. Der bedeutende gegenreformatorische Erfolg rechtfertigte Magdalenes Einsatz im Interesse der Politik ihres Bruders. Ihre Ehe allerdings soll trotz allem sehr glücklich gewesen sein. Magdalene wurde als ihrem Bruder sehr ähnlich, klug und politisch interessiert beschrieben.
Magdalene starb unvermutet 41-jährig und wurde in der neu erbauten Gruft der Neuburger Jesuitenkirche bestattet.

## Nachkommen
Aus ihrer Ehe hatte Magdalene einen Sohn:
- Philipp Wilhelm (1615–1690), Herzog von Neuburg, Herzog von Jülich und Berg, Kurfürst von der Pfalz

⚭ 1. 1642 Prinzessin Anna Katharina Konstanze von Polen und Schweden (1619–1651)
⚭ 2. 1653 Prinzessin Elisabeth Amalia von Hessen-Darmstadt (1635–1709)
Durch dessen Sohn, ihren Enkel Karl Philipp, stammen die Könige von Bayern von ihr ab.